# Semieixo maior e semieixo menor

O semieixo maior (a) e o semieixo menor (b) de uma elipse

Em geometria, o eixomaior de uma elipse é seu diâmetro mais longo: um segmento de linha que passa pelo centro e ambos os focos, com extremidades nos pontos mais largos do perímetro. O semieixo maior é o semidiâmetro mais longo ou a metade do eixo maior e, portanto, vai do centro, através de um foco, até o perímetro. O semieixo menor de uma elipse ou hipérbole é um segmento de reta que forma um ângulo reto com o semieixo maior e tem uma extremidade no centro da seção cônica. Para o caso especial de um círculo, os comprimentos dos semieixos são ambos iguais ao raio do círculo.
O comprimento do semieixo maior a de uma elipse está relacionado ao comprimento do semieixo menor b através da excentricidade e e do semilatus reto {\displaystyle \ell }, como segue:
O semieixo maior de uma hipérbole é, dependendo da convenção, mais ou menos a metade da distância entre os dois ramos. Portanto, é a distância do centro a qualquer vértice da hipérbole.
Uma parábola pode ser obtida como o limite de uma sequência de elipses onde um foco é mantido fixo enquanto o outro pode se mover arbitrariamente para longe em uma direção, mantendo {\displaystyle \ell } fixo. Assim, a e b tendem ao infinito, a é mais rápido do que b.
Os eixos maiores e menores são os eixos de simetria da curva: em uma elipse, o eixo menor é o mais curto; em uma hipérbole, é aquele que não intercepta a hipérbole.

## Elipse
A equação de uma elipse é
onde (h e k) é o centro da elipse em coordenadas cartesianas, em que um ponto arbitrário é dado por (h e k).
O semieixo maior é o valor médio das distâncias máximas e mínimas {\displaystyle r_{\text{max}}} e {\displaystyle r_{\text{min}}} da elipse de um foco, isto é, das distâncias de um foco até os pontos finais do eixo principal:
Em astronomia, esses pontos extremos são chamados de apsides.
O semieixo menor de uma elipse é a média geométrica dessas distâncias:
A excentricidade de uma elipse é definida como
então
Agora considere a equação em coordenadas polares, com um foco na origem e o outro na direção {\displaystyle \theta =\pi }:
O valor médio de {\displaystyle r=\ell /(1-e)} and {\displaystyle r=\ell /(1+e)}, for {\displaystyle \theta =\pi } and {\displaystyle \theta =0} é
Em uma elipse, o semieixo maior é a média geométrica da distância do centro para qualquer foco e a distância do centro para qualquer diretriz.
O semieixo menor de uma elipse vai do centro da elipse (um ponto no meio e na linha que corre entre os focos) até a borda da elipse. O semieixo menor é a metade do eixo menor. O eixo menor é o segmento de linha mais longo perpendicular ao eixo maior que conecta dois pontos na borda da elipse.
O semieixo menor b está relacionado ao semieixo maior a através da excentricidade e e do semilatus reto {\displaystyle \ell }, como segue:
Uma parábola pode ser obtida como o limite de uma sequência de elipses onde um foco é mantido fixo enquanto o outro pode se mover arbitrariamente para longe em uma direção, mantendo {\displaystyle \ell } fixo. Assim, a e b tendem ao infinito, a mais rápido do que b.
O comprimento do semieixo menor também pode ser encontrado usando a seguinte fórmula:
onde f é a distância entre os focos, p e q são as distâncias de cada foco a qualquer ponto da elipse.

## Hipérbole
O semieixo maior de uma hipérbole é, dependendo da convenção, mais ou menos a metade da distância entre os dois ramos; se for a na direção x, a equação é:
Em termos de semilatus reto e da excentricidade, temos
O eixo transversal de uma hipérbole coincide com o eixomaior.
Em uma hipérbole, um eixo conjugado ou eixo menor de comprimento {\displaystyle 2b}, correspondendo ao eixomenor de uma elipse, pode ser desenhado perpendicular ao eixo transversal ou eixomaior, o eixomaior conectando os dois vértices (pontos de viragem) da hipérbole, com os dois eixos se cruzando no centro da hipérbole. Os pontos finais {\displaystyle (0,\pm b)} do eixomenor ficam na altura das assíntotas acima/abaixo dos vértices da hipérbole. Qualquer metade do eixomenor é chamada de eixo semimenor, de comprimento b. Denotando o comprimento do semieixo maior (distância do centro a um vértice) como um, os comprimentos dos eixos do semimenor e do semimaior aparecem na equação da hipérbole em relação a esses eixos da seguinte forma:
O semieixo menor também é a distância de um dos focos da hipérbole a uma assíntota. Frequentemente chamado de parâmetro de impacto, isso é importante em física e astronomia, e mede a distância pela qual uma partícula perderá o foco se sua jornada não for perturbada pelo corpo no foco.
O semieixo menor e o semieixo maior estão relacionados através da excentricidade, da seguinte forma:
Observe que, em uma hipérbole, b pode ser maior que a.

## Astronomia

Gráfico log-log do período T vs. semieixo maior a (média do afélio e periélio) de algumas órbitas do Sistema Solar (cruzamentos denotando os valores de Kepler) mostrando que a³/T² é constante (linha verde)

### Período orbital
Em astrodinâmica, o período orbital T de um corpo pequeno orbitando um corpo central em uma órbita circular ou elíptica é:
Onde:
Observe que para todas as elipses com um determinado semieixo maior, o período orbital é o mesmo, desconsiderando sua excentricidade.
O momento angular específico h de um pequeno corpo orbitando um corpo central em uma órbita circular ou elíptica é
onde:
Em astronomia, o semieixo maior é um dos elementos orbitais mais importantes de uma órbita, junto com seu período orbital. Para objetos do Sistema Solar, o semieixo maior está relacionado ao período da órbita pela terceira lei de Kepler (originalmente derivada empiricamente):
onde T é o período e a é o semieixo maior. Essa forma acaba sendo uma simplificação da forma geral para o problema dos dois corpos, conforme determinado por Isaac Newton:
onde G é a constante gravitacional, M é a massa do corpo central e m é a massa do corpo orbital. Normalmente, a massa do corpo central é muito maior do que a do corpo em órbita, que m pode ser ignorada. Fazer essa suposição e usar unidades de astronomia típicas resulta na forma mais simples que Kepler descobriu.
A trajetória do corpo orbital em torno do baricentro e sua trajetória em relação ao primário são elipses. O semieixo maior às vezes é usado em astronomia como a distância primário-secundário quando a razão de massa do primário para o secundário é significativamente grande ({\displaystyle M\gg m}); assim, os parâmetros orbitais dos planetas são dados em termos heliocêntricos. A diferença entre as órbitas primocêntricas e "absolutas" pode ser melhor ilustrada observando-se o sistema Terra-Lua. A proporção de massa, neste caso, é 81.30059. A distância característica Terra-Lua, o semieixo maior da órbita lunar geocêntrica, é de 384.400 km. (Dada a excentricidade da órbita lunar e = 0.0549, seu semieixo menor é 383.800 km. Assim, a órbita da Lua é quase circular). A órbita lunar baricêntrica, por outro lado, tem um semieixo maior de 379.730 km, a contra-órbita da Terra assumindo a diferença, 4.670 km. A velocidade orbital baricêntrica média da Lua é 1.010 km/s, enquanto a da Terra é 0.012 km/s. O total dessas velocidades dá uma velocidade orbital média lunar geocêntrica de 1.022 km/s; o mesmo valor pode ser obtido considerando apenas o valor do semieixo maior geocêntrico.

### Distância média
Costuma-se dizer que o semieixo maior é a distância "média" entre o foco primário da elipse e o corpo orbital. Isso não é muito preciso, porque depende de como a média é calculada.
- Calcular a média da distância sobre a anomalia excêntrica de fato resulta no semieixo maior.
- Calcular a média sobre a anomalia verdadeira (o ângulo orbital verdadeiro, medido no foco) resulta no semieixo menor {\displaystyle b=a{\sqrt {1-e^{2}}}}.
- A média sobre a anomalia média (a fração do período orbital que decorreu desde o pericentro, expressa como um ângulo) dá a média de tempo {\displaystyle a\left(1+{\frac {e^{2}}{2}}\right)\,}.

O valor médio do tempo do recíproco do raio, {\displaystyle r^{-1}}, é {\displaystyle a^{-1}}.

### Energia; cálculo do semieixo maior a partir de vetores de estado
Em astrodinâmica, o semieixo maior a pode ser calculado a partir de vetores de estado orbitais:
Para uma órbita elíptica e, dependendo da convenção, o mesmo ou
Para uma trajetória hiperbólica, e
(Energia orbital específica) e
(Parâmetro gravitacional padrão), onde:
v é a velocidade orbital do vetor velocidade de um objeto orbital,
r é um vetor de posição cartesiana de um objeto orbitando em coordenadas de um referencial em relação ao qual os elementos da órbita devem ser calculados (por exemplo, equatorial geocêntrico para uma órbita ao redor da Terra ou eclíptica heliocêntrica para uma órbita em torno do Sol),
G é a constante gravitacional,
M é a massa do corpo gravitante, e
{\displaystyle \varepsilon } é a energia específica do corpo em órbita.
Observe que, para uma determinada quantidade de massa total, a energia específica e o semieixo maior são sempre os mesmos, independentemente da excentricidade ou da proporção das massas. Por outro lado, para uma dada massa total e semieixo maior, a energia orbital específica total é sempre a mesma. Esta afirmação sempre será verdadeira sob quaisquer condições.

### Semieixo maior e semieixo menor das órbitas dos planetas
As órbitas dos planetas são sempre citadas como exemplos principais de elipses (primeira lei de Kepler). No entanto, a diferença mínima entre os semieixo maior e semieixo menor mostra que eles têm uma aparência virtualmente circular. Essa diferença (ou proporção) é baseada na excentricidade e é calculada como {\displaystyle {\frac {a}{b}}={\frac {1}{\sqrt {1-e^{2}}}}}, que, para excentricidades típicas de planetas, produz resultados muito pequenos.
A razão para a suposição de órbitas elípticas proeminentes reside provavelmente na diferença muito maior entre afélio e periélio. Essa diferença (ou proporção) também é baseada na excentricidade e é calculada como {\displaystyle {\frac {r_{\text{a}}}{r_{\text{p}}}}={\frac {1+e}{1-e}}}. Devido à grande diferença entre afélio e periélio, a segunda lei de Kepler é facilmente visualizada.
|          | Excentricidade | Semieixo maior a (AU) | Semieixo menor b (AU) | Diferença (%) | Periélio (AU) | Afélio (AU) | Diferença (%) |
| -------- | -------------- | --------------------- | --------------------- | ------------- | ------------- | ----------- | ------------- |
| Mercúrio | 0.206          | 0.38700               | 0.37870               | 2.2           | 0.307         | 0.467       | 52            |
| Vênus    | 0.007          | 0.72300               | 0.72298               | 0.002         | 0.718         | 0.728       | 1.4           |
| Terra    | 0.017          | 1.00000               | 0.99986               | 0.014         | 0.983         | 1.017       | 3.5           |
| Marte    | 0.093          | 1.52400               | 1.51740               | 0.44          | 1.382         | 1.666       | 21            |
| Júpiter  | 0.049          | 5.20440               | 5.19820               | 0.12          | 4.950         | 5.459       | 10            |
| Saturno  | 0.057          | 9.58260               | 9.56730               | 0.16          | 9.041         | 10.124      | 12            |
| Urano    | 0.046          | 19.21840              | 19.19770              | 0.11          | 18.330        | 20.110      | 9.7           |
| Netuno   | 0.010          | 30.11000              | 30.10870              | 0.004         | 29.820        | 30.400      | 1.9           |